# Kayanza (provincie)
Kayanza is een provincie in het noorden van Burundi. De hoofdstad is het gelijknamige Kayanza. De provincie is ruim 1200 km² groot en telde in 1999 naar schatting 460.000 inwoners.

## Grenzen
De provincie grenst aan een buurland van Burundi:
- De provincie Sud van Rwanda in het noorden.

Kayanza grenst verder aan vijf andere provincies:
- Ngozi in het (noord)oosten.
- Gitega in het zuidoosten.
- Muramvya in het zuidwesten.
- Bubanza in het westen.
- Cibitoke in het noordwesten.

## Communes
De provincie bestaat uit negen gemeenten:
- Butaganzwa
- Gahombo
- Gatara
- Kabarore
- Kayanza

- Matongo
- Muhanga
- Muruta
- Rango

Bubanza · Bujumbura Mairie · Bujumbura Rural · Bururi · Cankuzo · Cibitoke · Gitega · Karuzi · Kayanza · Kirundo · Makamba · Muramvya · Muyinga · Mwaro · Ngozi · Rumonge · Rutana · Ruyigi